# Pavol Michalík
Pavol Michalík (Banská Bystrica, 29 novembre 1951) è un ex calciatore cecoslovacco, di ruolo portiere.

## Biografia
Dal 1993 è un cittadino ceco.

## Palmarès

### Club

#### Competizioni nazionali
- Campionato cecoslovacco: 3

Baník Ostrava: 1975-76, 1979-80, 1980-81
- Coppa di Cecoslovacchia: 1

Baník Ostrava: 1977-1978

#### Competizioni internazionali
- Coppa Piano Karl Rappan: 2

Baník Ostrava: 1976, 1979